# Andrij Pankow
Andrij Wiktorowycz Pankow (ukr. Андрій Вікторович Панков, ur. 17 lipca 1974 w Kramatorsku) – ukraiński polityk i bankier, mer Kramatorska w latach 2015–2020.

## Życiorys
Studiował w Donbaskiej Państwowej Akademii Budowy Maszyn na kierunku inżynier-ekonomista oraz na Międzynarodowym Uniwersytecie Nauki i Techniki, gdzie uzyskał tytuł magistra ekonomii międzynarodowej.
Karierę zawodową rozpoczął w 1997 roku w oddziale PrywatBanku w Kramatorsku, gdzie pracował do 2001 roku jako ekonomista w dziale operacji majątkowo-pasywnych, kierownik działu operacji pozahandlowych i kierownik działu. W latach 2001–2005 pracował w Pierwszym Ukraińskim Banku Międzynarodowym jako zastępca kierownika oddziału w Doniecku i kierownik oddziału w Kramatorsku. W latach 2010–2015 był zastępcą dyrektora oddziału Brokbiznesbanku w Gorłówce i dyrektorem oddziału w Kramatorsku.
W latach 2010–2015 był zastępcą mera Kramatorska. W wyborach w 2015 roku został wybrany na mera miasta jako kandydat niezależny. W 2020 roku ubiegał się o reelekcję, lecz przegrał w drugiej turze z Ołeksandrem Honczarenką. Urzędujący mer z poparciem 13 070 wyborców uzyskał 40,47% głosów, a Honczarenko popierany przez 18 686 osób uzyskał 57,85% głosów.
Żonaty, ma dwoje synów.